# El liquidador
El liquidador (títol original: The Adjuster) és una pel·lícula canadenca dirigida per Atom Egoyan, estrenada l'any 1991. Ha estat doblada al català. El film va formar part de la selecció oficial al Festival Internacional de Cinema de Moscou 1991 on va aconseguir un St. George d'argent especial.

## Argument
Una parella de tendències voyeur (Maury Chaykin & Gabrielle Rose), un taxador d'assegurances (Elias Koteas) obsessionat amb solucionar la vida als seus clients, i una censora de pel·lícules pornogràfiques (Arsinee Khanjian), es converteixen en subjectes cinematogràfics pel capritx sexual dels seus veïns.

## Premis
- Seminci: Espiga d'Or: Millor pel·lícula 1991
- Festival de Toronto: Millor pel·lícula canadenca

## Repartiment
- Elias Koteas: Noah
- Arsinée Khanjian: Hera
- Maury Chaykin: Bubba
- Gabrielle Rose: Mimi
- Jennifer Dale: Arianne